# Drusus klapaleki
Drusus klapaleki là một loài Trichoptera trong họ Limnephilidae. Chúng phân bố ở miền Cổ bắc.